# Snu Abecassis
Ebba Merete Seidenfaden, mais conhecida como Snu Abecassis (Copenhaga, 7 de outubro de 1940 – Camarate, 4 de dezembro de 1980), foi uma editora dinamarquesa. Fundou as Publicações Dom Quixote, editora que se notabilizou por publicar livros considerados de esquerda, com ideias contrárias à ditadura do Estado Novo.

## Biografia
Filha de um casal de jornalistas dinamarqueses, Erik Seidenfaden e Jytte Kaastrup-Olsen, desde pequena foi chamada de Snu, que quer dizer "esperta" na língua dinamarquesa.
Em 1961, casou-se com o português Alberto Vasco Abecassis. Mudou-se para Portugal passado um ano e aí nasceram os três filhos do casal: Mikaela Linea, Ricardo Fortunato e Rebecca Sofia. Em 1965, sob sua direção, foi fundada a editora Publicações Dom Quixote, em Lisboa.
Já em época pós-revolucionária, Ebba começou a relacionar-se com o também casado Francisco Sá Carneiro. Conseguiu divorciar-se de Abecassis, mas Sá Carneiro não conseguiu obter o divórcio. Apesar disso, começaram a viver juntos e também juntos vieram a morrer no dia 4 de dezembro de 1980, no acidente de Camarate, que para além de Snu e Sá Carneiro, vitimou Adelino Amaro da Costa. Isto quando os três se dirigiam para o encerramento da campanha presidencial de António Soares Carneiro. Snu contava então 40 anos de idade.

## Legado
Foi representada por Victoria Guerra na série televisiva 3 Mulheres, transmitida inicialmente entre 2018 e 2019, sobre Snu Abecassis, Natália Correia e Vera Lagoa.
No filme biográfico Snu, de 2019, realizado por Patrícia Sequeira, foi representada por Inês Castel-Branco.